# Trixis divaricata
Trixis divaricata là một loài thực vật có hoa trong họ Cúc. Loài này được (Kunth) Spreng. miêu tả khoa học đầu tiên năm 1826.